# Mysidae
Mysidae är en familj av kräftdjur som beskrevs av Adrian Hardy Haworth 1825. Mysidae ingår i ordningen pungräkor, klassen storkräftor, fylumet leddjur och riket djur. Enligt Catalogue of Life omfattar familjen Mysidae 1023 arter. 

## Bildgalleri

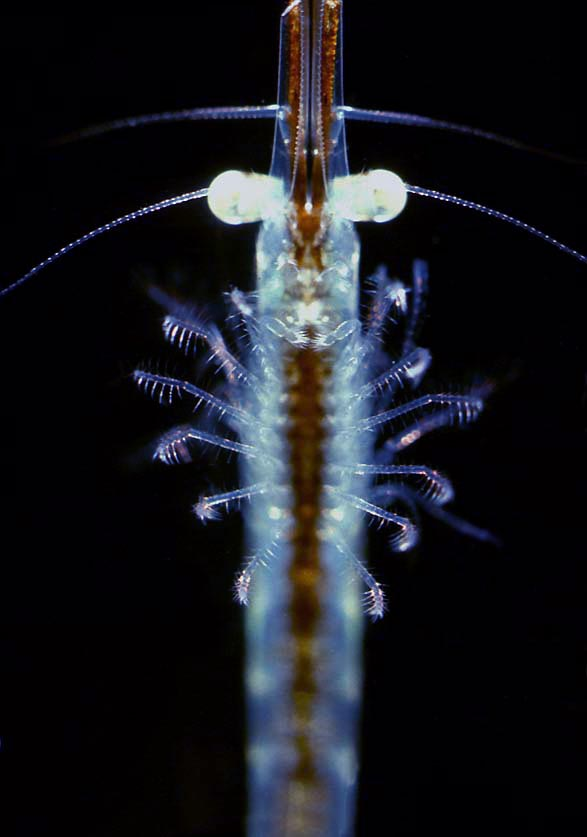
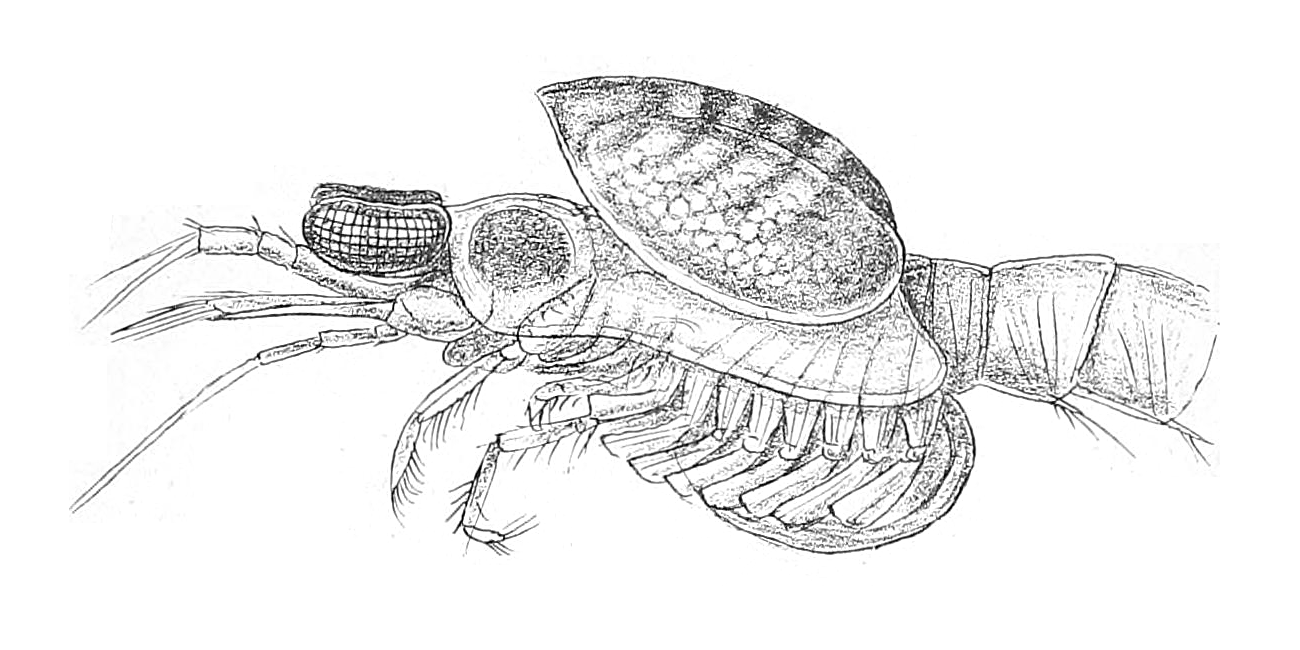
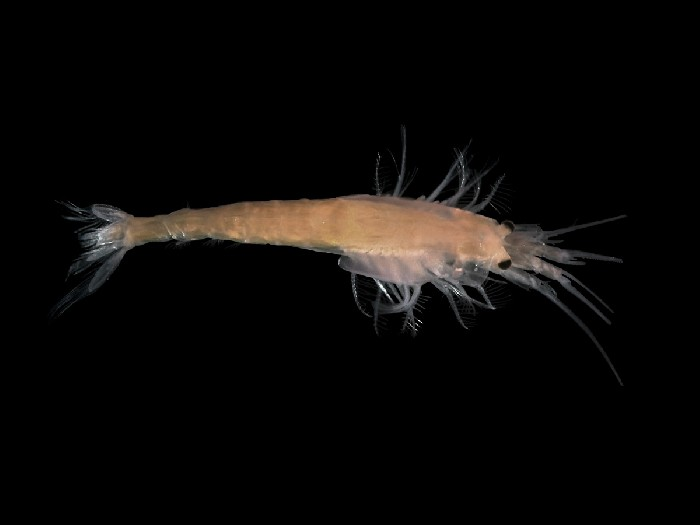
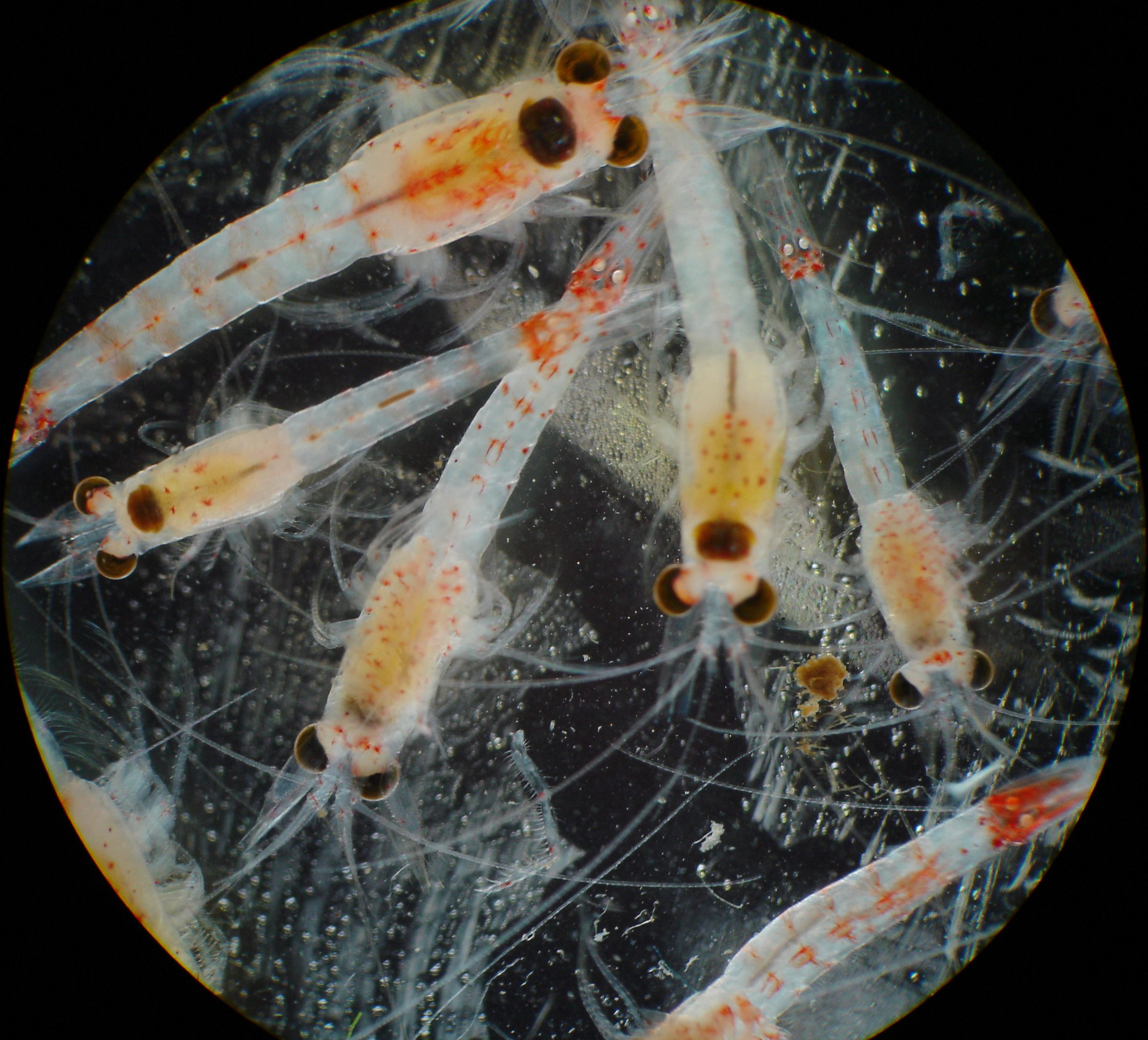
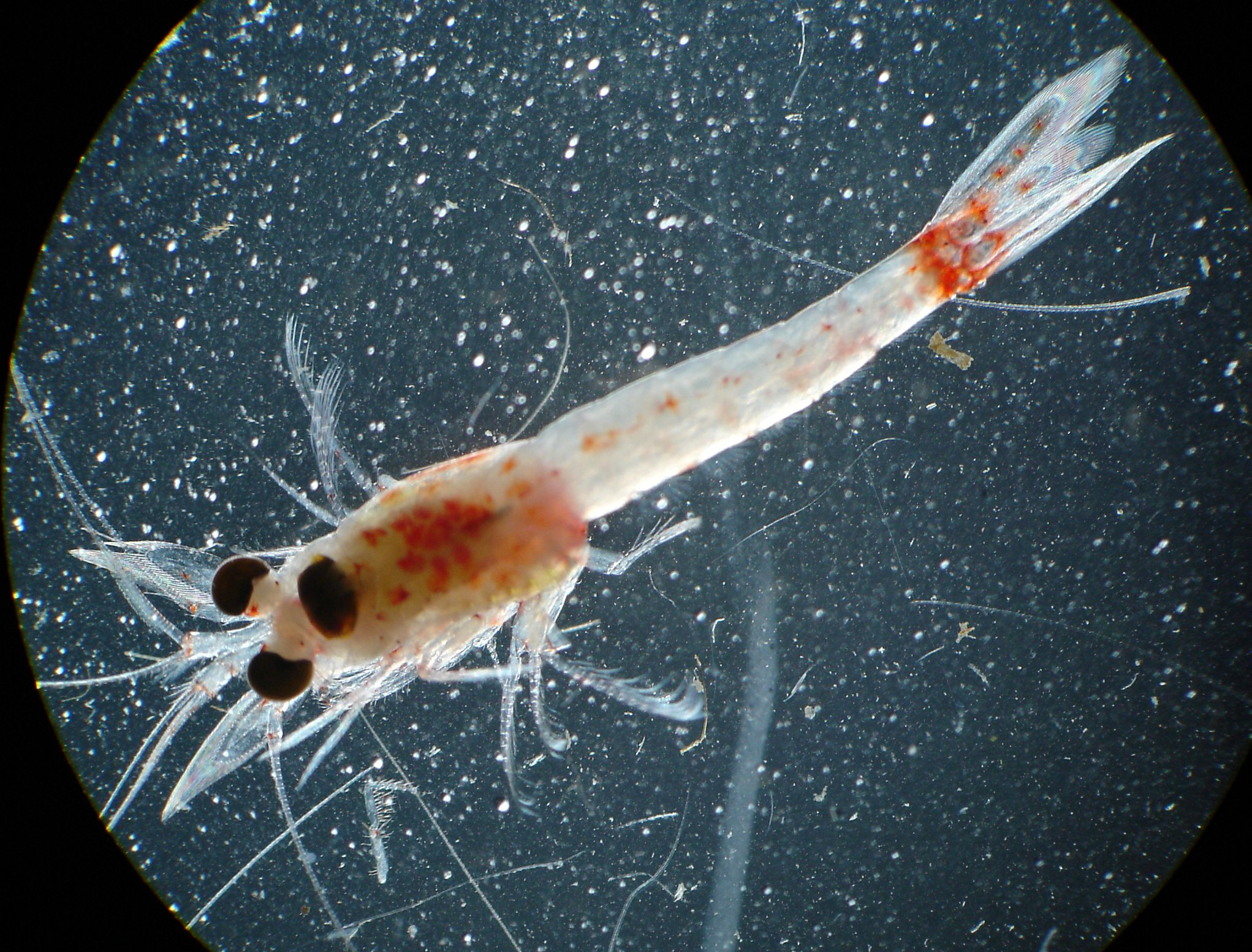
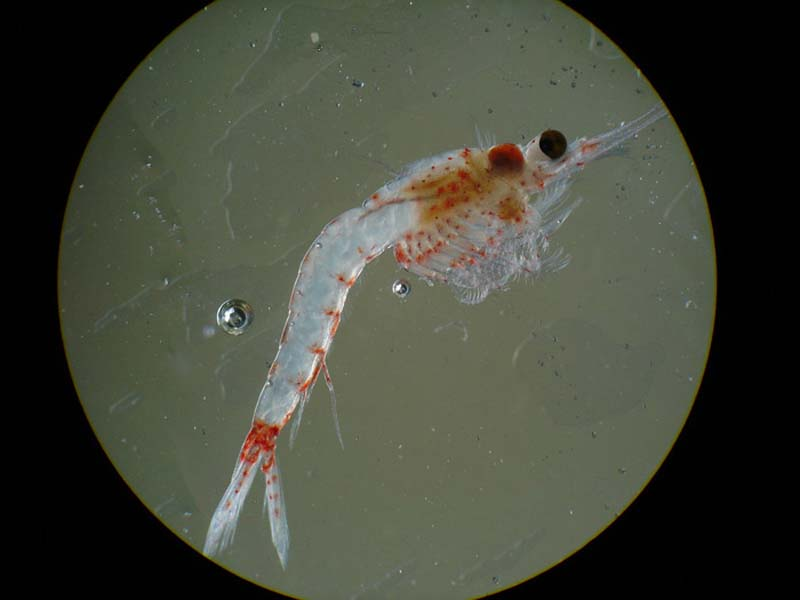

## Dottertaxa till Mysidae, i alfabetisk ordning[1][2]
- Aberomysis
- Acanthomysis
- Afromysis
- Alienacanthomysis
- Amathimysis
- Amblyops
- Amblyopsoides
- Americamysis
- Anchialina
- Anisomysis
- Antarctomysis
- Antromysis
- Arachnomysis
- Archaeomysis
- Arthromysis
- Atlanterythrops
- Australerythrops
- Australomysis
- Bathymysis
- Bermudamysis
- Boreomysis
- Bowmaniella
- Brasilomysis
- Burrimysis
- Caesaromysis
- Calyptomma
- Caspiomysis
- Chunomysis
- Columbiaemysis
- Cubanomysis
- Dactylamblyops
- Dactylerythrops
- Deltamysis
- Diamysis
- Dioptromysis
- Disacanthomysis
- Doxomysis
- Echinomysides
- Echinomysis
- Erythrops
- Euchaetomera
- Euchaetomeropsis
- Eurobowmaniella
- Exacanthomysis
- Gastrosaccus
- Gibbamblyops
- Gibberythrops
- Gironomysis
- Gymnerythrops
- Halemysis
- Haplostylus
- Harmelinella
- Hemiacanthomysis
- Hemimysis
- Hemisiriella
- Heteroerythrops
- Heteromysis
- Heteromysoides
- Hippacanthomysis
- Holmesiella
- Holmesimysis
- Hyperacanthomysis
- Hyperamblyops
- Hypererythrops
- Hyperiimysis
- Idiomysis
- Iiella
- Iimysis
- Illigiella
- Indoerythrops
- Indomysis
- Inusitatomysis
- Kainomatomysis
- Katamysis
- Katerythrops
- Leptomysis
- Limnomysis
- Liuimysis
- Longithorax
- Lycomysis
- Marumomysis
- Megalopsis
- Meierythrops
- Mesacanthomysis
- Mesopodopsis
- Metamblyops
- Metamysidopsis
- Metasiriella
- Meterythrops
- Michtheimysis
- Michthyops
- Mysideis
- Mysidella
- Mysidetes
- Mysidium
- Mysidopsis
- Mysifaun
- Mysimenzies
- Mysis
- Nakazawaia
- Nanomysis
- Neobathymysis
- Neodoxomysis
- Neomysis
- Nipponerythrops
- Nipponomysis
- Notacanthomysis
- Notomysis
- Nouvelia
- Onychomysis
- Orientomysis
- Pacifacanthomysis
- Palaumysis
- Paracanthomysis
- Paraleptomysis
- Paramblyops
- Paramesopodopsis
- Paramysis
- Paranchialina
- Parapseudomma
- Parastilomysis
- Parerythrops
- Parvimysis
- Platymysis
- Platyops
- Pleurerythrops
- Praunus
- Prionomysis
- Promysis
- Proneomysis
- Pseudamblyops
- Pseudanchialina
- Pseuderythrops
- Pseudomma
- Pseudomysidetes
- Pseudomysis
- Pseudoxomysis
- Pteromysis
- Pyroleptomysis
- Retromysis
- Rhopalophthalmus
- Rostromysis
- Schistomysis
- Scolamblyops
- Shenimysis
- Siriella
- Stilomysis
- Surinamysis
- Synerythrops
- Taphromysis
- Tasmanomysis
- Telacanthomysis
- Tenagomysis
- Teratamblyops
- Teraterythrops
- Thalassomysis
- Troglomysis
- Xenacanthomysis